# Абстракция: Искусство дизайна
«Абстракция: Искусство дизайна» (англ. Abstract: The Art of Design) — документальный сериал о наиболее известных представителях мира искусства и дизайна. Премьера состоялась 10 февраля 2017 года на Netflix. 25 сентября 2019 года вышел второй сезон, состоящий из 6 серий.
Сериал был создан под руководством бывшего креативного продюсера и главного редактора издания Wired Скотта Дадича.
В среднем эпизоды сериала длятся 42-48 минут, каждый из которых посвящён одному герою, являющемуся профессионалом в выбранной им отрасли дизайна. Некоторые из них: иллюстрация, дизайн одежды, графический, архитектурный, световой дизайн. Сериал раскрывает детали проектов, разные подходы и методологию работы творческих людей. Также иллюстрируется влияние политической ситуации в США на создание работ.
В 2018 году был номинирован на «Эмми» за выдающийся графический дизайн и декорации.

## Список серий
| Сезон | Серии | Серии | Даты показа      | Даты показа      |
| ----- | ----- | ----- | ---------------- | ---------------- |
| 1     | 8     | 8     | 20 февраля 2017  | 20 февраля 2017  |
| 2     | 6     | 6     | 25 сентября 2019 | 25 сентября 2019 |

### Сезон 1 (2017)
Первый сезон посвящён иллюстрации, дизайну одежды, автомобилей, интерьера и другому.
| № в сезоне | Название                          | Краткое содержание |
| ---------- | --------------------------------- | --- |
| 1          | Кристоф Ниманн: иллюстрация       | От обложек New Yorker до эскизов Instagram, иллюстратор Кристоф Ниманн играет с абстракцией и интерактивностью — и ставит под сомнение подлинность.                                               |
| 2          | Тинкер Хэтфилд: дизайн обуви      | Тинкер Хэтфилд рассказывает о том, как его профессиональный опыт в области архитектуры и лёгкой атлетики послужили толчком для разработки дизайна обуви Nike, включая культовую серию Air Jordan. |
| 3          | Эс Дэвлин: дизайн сцены           | Дизайнер сцены Эс Девлин создаёт эффектные декорации для концертов, опер, спектаклей и подиумных шоу с использованием света, фильмов, скульптуры и даже дождя.                                    |
| 4          | Бьярке Ингельс: Архитектура       | Архитектор Бьярке Ингельс объединяет функцию, фантазию и устойчивость в «прагматических утопических» дизайнах.                                                                                    |
| 5          | Ральф Жиль: автомобильный дизайн  | Ральф Жиль направляет марку Fiat Chrysler в будущее, предлагая новые элегантные спортивные автомобили и самоходный электрофургон.                                                                 |
| 6          | Пола Шер: графический дизайн      | Графический дизайнер Пола Шер рисует словами, развивая образный язык культовых брендов и учреждений по всему миру.                                                                                |
| 7          | Платон: фотография                | Бесстрашные портреты Платона захватывают души мировых лидеров и простых людей. |
| 8          | Илза Кроуфорд: дизайнер интерьера | Дизайнер интерьеров Ильза Кроуфорд создаёт пространства и объекты, которые способствуют хорошему самочувствию: от элитных гостиниц до мебели Ikea.                                                |

### Сезон 2 (2019)
Во втором сезоне затрагиваются темы дизайна в архитектуре, костюмах, кино, играх и других сферах.
| № в сезоне | Название                              | Краткое содержание |
| ---------- | ------------------------------------- | --- |
| 1          | Олафур Элиассон: дизайн искусства     | Олафур Элиассон создаёт наполненные сенсорами инсталляции с эффектом присутствия. Например, освещённое лампой солнце на Тейт Модерн или куски арктического льда на городских улицах.    |
| 2          | Нери Оксман: био-архитектура          | В медиа-лаборатории MIT профессор Нери Оксман пытается найти выход из экологического кризиса, культивируя новые материалы, имитирующие природу.                                         |
| 3          | Рут Картер: дизайн костюма            | Как Рут Картер получила «Оскар» за афрофутуристический дизайн костюмов для «Чёрной пантеры».                                                                                            |
| 4          | Кас Холман: дизайн для игры           | Как основатель компании игр Heroes Will Rise Кас Холман создаёт инструменты и предметы, призванные вдохновлять детей (и взрослых) на творческую игру.                                   |
| 5          | Ян Спалтер: дизайн цифрового продукта | Имеющий успешные проекты в Nike и Instagram Ян Спальтер рассказывает о процессе экспериментирования с дизайном новых продуктов.                                                         |
| 6          | Джонатан Хефлер: дизайн шрифтов       | Используя винтажные часы как источник вдохновения для создания нового шрифта, Джонатан Хофлер углубляется в свою работу для Apple, избирательную кампанию Барака Обамы и многое другое. |